# Stallehr
Stallehr est une commune autrichienne du district de Bludenz dans le Vorarlberg.